# Altecom
Altecom (Alta Tecnologia de Comunicacions, S.L.) és una empresa de telecomunicacions creada l'any 1999. Va iniciar les seves activitats amb la creació d'una xarxa de radioenllaços per donar connexió a particulars. Un any després, amb la creació de la Comissió Nacional dels Mercats i la Competència (CNMC), se'ls va concedir la llicència d'operador i, l'any 2001 es va establir la infraestructura d'estacions base pròpies del servei de connexió a internet per radioenllaç.
La marca Fibracat va començar a gestar-se el 2012 i va néixer, oficialment, el 2013. La idea inicial era diferenciar clarament les dues activitats: la d'Altecom, dedicada a empreses i a donar connexió a majoristes que tenen la seva pròpia xarxa de redistribució; i la de Fibracat que pretenia donar resposta a la mancança que patia el territori de Catalunya Central pel que fa al desplegament de la fibra òptica, ja que les grans companyies únicament se centraven en l'àrea metropolitana de Barcelona per motius de rendibilitat de la inversió.
L'any 2021, l'empresa competidora Avatel, sisena operadora de fibra òptica d'Espanya, adquireix el 100% de les accions d'Altecom i n'assumeix el control, mantenint-se els fundadors en els seus càrrecs executius.
Els fundadors i executius de Fibracat van ser acomiadats el març de 2023.